# ميسترال (رياح)

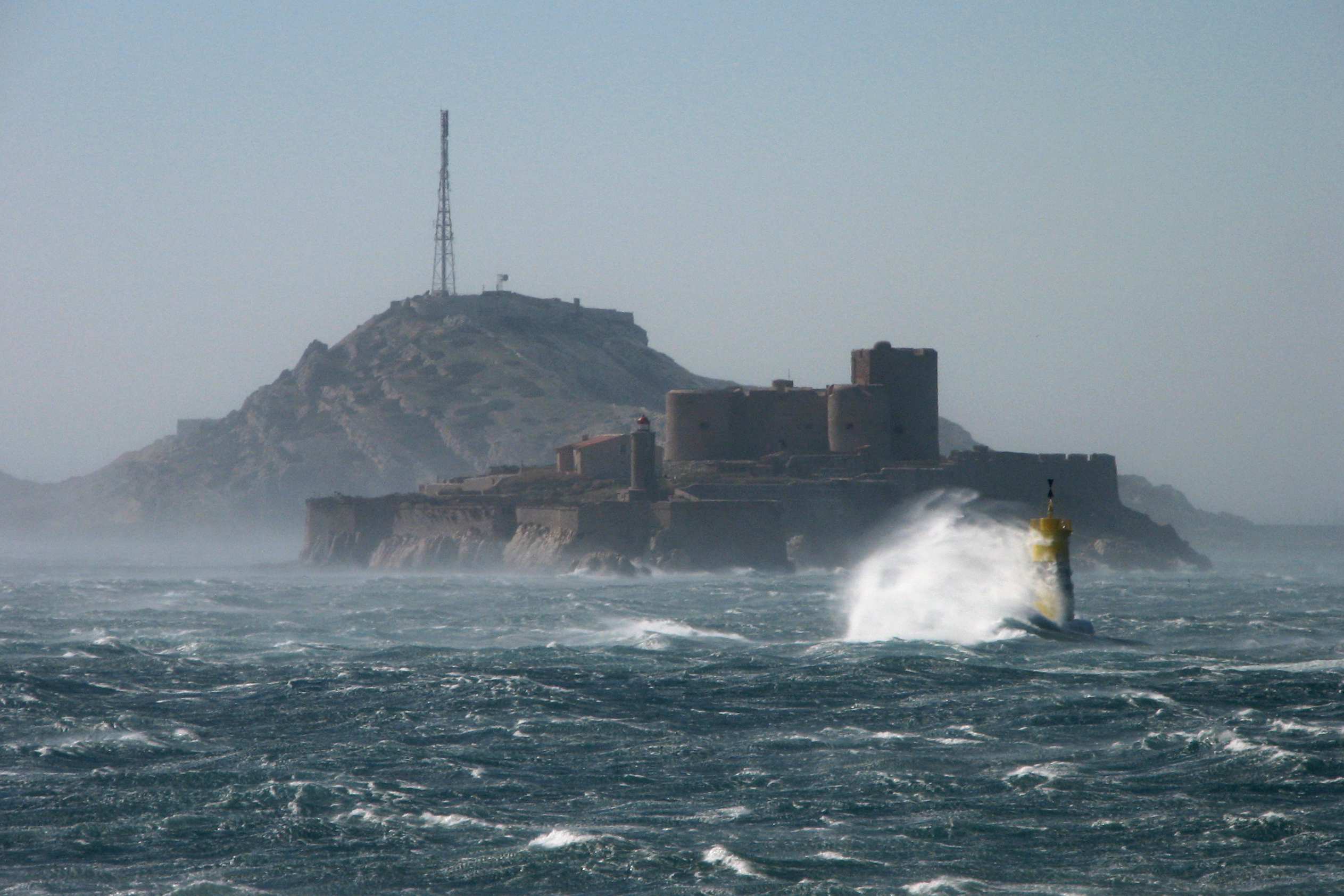

ميسترال  Mistral هي رياح شمالية باردة تهب على وادي الرون -جنوي فرنسا- في فصل الشتاء، وذلك في مؤخرة بعض المنخفضات الجوية الجبهية التي تمر جنوبي الساحل الفرنسي.

## ماسترالي
Maestrale هو مصطلح إيطالي، يدل على رياح محلية شمالية غربية باردة - تعد استمرارا جنوبيا لرياح المسترال الشمالية الهابة على الساحل الفرنسي المتوسطي - تهب على جزيرتي كورسيكا وسردينيا.

## المصدر
- المعجم الجغرافي المناخي